# Гура Белиеј (Прахова)
Гура Белиеј (рум. Gura Beliei) насеље је у Румунији у округу Прахова у општини Бреаза. Oпштина се налази на надморској висини од 538 m.

## Становништво
Према подацима из 2002. године у насељу је живело 1030 становника, од којих су сви румунске националности.